# Hebridochernes papuanus
Espèce
Hebridochernes papuanus est une espèce de pseudoscorpions de la famille des Chernetidae.

## Distribution
Cette espèce est endémique de Nouvelle-Guinée. Elle se rencontre en Papouasie-Nouvelle-Guinée et en Indonésie.

## Description
Les mâles mesurent de 2 à 2,3 mm et la femelle 2,4 mm.

## Étymologie
Son nom d'espèce lui a été donné en référence au lieu de sa découverte, la Papouasie.

## Publication originale
- Beier, 1965 : Die Pseudoscorpioniden Neu-Guineas und der benachbarten Inseln. Pacific Insects, vol. 7, no 4, p. 749-796 (texte intégral).